# Уганда на Светском првенству у атлетици на отвореном 2017.
Уганда је учествовала на Светском првенству у атлетици на отвореном 2017. одржаном у Лондону од 4. до 13. августа шеснаести пут, односно учествовала је на свим првенствима до данас. Репрезентацију Уганде представљало је 19 учесника (12 мушкараца и 7 жена) који су се такмичили у 10 дисциплина (5 мушких и 5 женских).,
На овом првенству Уганда је по броју освојених медаља делила 31. место са освојеном једном, сребрном медаљом. Оборен је један национални рекорд. У табели успешности према броју и пласману такмичара који су учествовали у финалним такмичењима (првих 8 такмичара) Уганда је са 1 учесником у финалу делила 44 место са освојених 7 бодова.
| Плас. | Земља  | 1. место | 2. место | 3. место | 4. место | 5. место | 6. место | 7. место | 8. место | Бр. фин. | Бод. |
| ----- | ------ | -------- | -------- | -------- | -------- | -------- | -------- | -------- | -------- | -------- | ---- |
| =44.  | Уганда | 0        | 1        | 0        | 0        | 0        | 0        | 0        | 0        | 1        | 7    |

## Учесници
| Мушкарци: - Абу Салим Мајања — 1.500 м - Роналд Мусагала — 1.500 м - Џејкоб Киплимо — 5.000 м - Стивен Киса — 5.000 м - Џошуа Кипруи Чептегеи — 10.000 м - Тимоти Торојтич — 10.000 м - Мозес Мартин Куронг — 10.000 м - Муњо Соломон Мутаи — Маратон - Роберт Чемонгес — Маратон - Алберт Чемутаи — 3.000 м препреке - Јакоб Араптани — 3.000 м са препреке - Бонифаце Сиково — 3.000 м са препреке | Жене: - Халима Накаји — 800 м - Вини Нањондо — 800 м - Докус Аџок — 800 м - Естер Чебет — 1.500 м - Мерсилајн Челангат — 5.000 м, 10.000 м - Стела Чесанг — 5.000 м - Перут Чемутаи — 3.000 м са препреке |  |

## Освајачи медаља (1)

### Сребро (1)
- Џошуа Кипруи Чептегеи — 10.000 м

## Резултати

### Мушкарци
| Атлетичар             | Дисциплина       | Лични рекорд | Квалификације     | Квалификације | Полуфинале           | Полуфинале           | Финале                | Финале       | Детаљи |
| Атлетичар             | Дисциплина       | Лични рекорд | Резултат          | Место         | Резултат             | Место                | Резултат              | Место        | Детаљи |
| --------------------- | ---------------- | ------------ | ----------------- | ------------- | -------------------- | -------------------- | --------------------- | ------------ | ------ |
| Абу Салим Мајања      | 800 м            | 1:45,73      | 1:48,11           | 6. у гр. 5    | Није се квалификовао | Није се квалификовао | Није се квалификовао  | 35 / 44 (49) |        |
| Роналд Мусагала       | 1.500 м          | 3:33,65      | 3:42,75 (.741) КВ | 4. у гр. 2    | 3:42,01              | 4. у гр. 2           | Нису се квалификовали | 21 / 41 (45) |        |
| Џејкоб Киплимо        | 5.000 м          | 13:13,64     | 13:30.92          | 9. у гр. 1    |                      |                      | Нису се квалификовали | 22 / 29 (31) |        |
| Стивен Киса           | 5.000 м          | 13:13,00     | 13:32,86          | 15. у гр. 2   | 29 / 29 (31)         |                      | Нису се квалификовали |              |        |
| Џошуа Кипруи Чептегеи | 10.000 м         | 27:10,06     |                   |               |                      |                      | 26:49,93 ЛР           |              |        |
| Тимоти Торијтич       | 10.000 м         | 27:31,07     | 27:21,09 ЛР       | 14 / 22 (24)  |                      |                      |                       |              |        |
| Мозес Мартин Куронг   | 10.000 м         | 27:22,33     | 27:50,71          | 18 / 22 (24)  |                      |                      |                       |              |        |
| Роберт Чемонгес       | Маратон          | 2:10:32      | 2:21:24           | 43 / 71 (100) |                      |                      |                       |              |        |
| Муњо Соломон Мутаи    | Маратон          | 2:09:59      | 2:13:29           | 11 / 71 (100) |                      |                      |                       |              |        |
| Алберт Чемутаи        | 3.000 м препреке | 8:30,91      | 8:23,18 кв        | 5. у гр. 2    |                      |                      | 8:25,94               | 10 / 44 (45) |        |
| Јакоб Араптани        | 3.000 м препреке | 8:14,48      | 8:25,86 кв        | 7. у гр. 1    | 8:49,18              | 14 / 44 (45)         |                       |              |        |
| Бонифаце Сиково       | 3.000 м препреке | 8:30,15      | 8:43,86           | 11. у гр 1    | Није се квалификовао | 35 / 44 (45)         |                       |              |        |

### Жене
| Атлетичарка        | Дисциплина       | Лични рекорд | Квалификације | Квалификације | Полуфинале            | Полуфинале            | Финале                | Финале       | Детаљи |
| Атлетичарка        | Дисциплина       | Лични рекорд | Резултат      | Место         | Резултат              | Место                 | Резултат              | Место        | Детаљи |
| ------------------ | ---------------- | ------------ | ------------- | ------------- | --------------------- | --------------------- | --------------------- | ------------ | ------ |
| Халима Накаји      | 800 м            | 1:59,78      | 2:01,80 КВ    | 3. у гр. 4    | 2:01,74               | 4. у гр. 3            | Нису се квалификовале | 19 / 45 (47) |        |
| Докус Аџок         | 800 м            | 2:00,79      | 2:02,98 КВ    | 3. у гр. 5    | 2:02,00               | 4. у гр. 3            | Нису се квалификовале | 21 / 45 (47) |        |
| Вини Нањондо       | 800 м            | 1:58,63 НР   | 2:02,65       | 5. у гр. 1    | Нису се квалификовале | Нису се квалификовале | Нису се квалификовале | 29 / 45 (47) |        |
| Естер Чебет        | 1.500 м          | 4:06,34      | 4:14,12       | 11. у гр. 2   | Нису се квалификовале | Нису се квалификовале | Нису се квалификовале | 40 / 43 (44) |        |
| Стела Чесанг       | 5.000 м          | 15:10,30     | 15:23,02      | 11. у гр. 2   |                       |                       | Нису се квалификовале | 24 / 32 (34) |        |
| Мерсилајн Челангат | 5.000 м          | 15:09,45     | 15:16,75      | 12. у гр. 1   | 22 / 32 (34)          |                       | Нису се квалификовале |              |        |
| Мерсилајн Челангат | 10.000 м         |              |               |               |                       |                       | 31:40,48 ЛР           | 22 / 32 (34) |        |
| Перут Чемутаи      | 3.000 м препреке | 9:27,72      | 9:43,04       | 8. у гр. 3    |                       |                       | Није се квалификовала | 20 / 40 (42) |        |